# Artur Kartashyan
Artur Kartashyan (Ereván, 8 de enero de 1997) es un futbolista armenio que juega en la demarcación de defensa para el FC Telavi de la Erovnuli Liga.

## Selección nacional
Tras jugar con la selección de fútbol sub-17 de Armenia y con la sub-21, finalmente debutó con la selección absoluta el 16 de noviembre de 2018. Lo hizo en un partido de la Liga de las Naciones de la UEFA contra Gibraltar que finalizó con un resultado de 2-6 a favor del combinado armenio tras los goles de Tjay De Barr y de Adam Priestley para Gibraltar, y del propio Artur Kartashyan, Aleksandre Karapetian y cuatro goles de Yura Movsisyan.

### Goles internacionales
| # | Fecha                   | Estadio                     | Oponente  | Gol | Resultado | Competición                     |
| - | ----------------------- | --------------------------- | --------- | --- | --------- | ------------------------------- |
| 1 | 16 de noviembre de 2018 | Estadio Victoria, Gibraltar | Gibraltar | 1-5 | 2-6       | Liga de las Naciones de la UEFA |

## Clubes
| Club                  | País       | Año       | Partidos | Goles |
| --------------------- | ---------- | --------- | -------- | ----- |
| FC Pyunik Ereván      | Armenia    | 2015-2021 | 108      | 5     |
| Sevan FC              | Armenia    | 2021      | 13       | 0     |
| FC Noah               | Armenia    | 2022      | 15       | 0     |
| Olympiakos Nicosia FC | Chipre     | 2022-2023 | 11       | 0     |
| FC Van                | Armenia    | 2023      | 9        | 0     |
| FC Istiklol Dushanbe  | Tayikistán | 2023      | 11       | 0     |
| FC Telavi             | Georgia    | 2024-     | 0        | 0     |

## Palmarés

### Campeonatos nacionales
| Título                  | Club             | País    | Año  |
| ----------------------- | ---------------- | ------- | ---- |
| Liga Premier de Armenia | FC Pyunik Ereván | Armenia | 2015 |